# Saràtov
Saràtov - Саратов (rus) - és la capital de l'óblast de Saràtov, Rússia. S'hi troba el port més gran del riu Volga.

## Història
Molts pobles i cultures diferents han habitat Saràtov al llarg del temps. Ukek, un lloc medieval de l'Horda d'Or, és l'antecedent de la ciutat actual. Segons la llegenda, Gelonus, una ciutat escita, va ser la colònia grega més septentrional i estava situada prop de la ciutat actual. La ciutat moderna parteix del regnat del tsar Teodor I.
Pot ser que el mot "Saràtov" derivi del tàrtar "Saryk Atov", que vol dir "illa d'àguiles", però també podria derivar de "Sary Tau", que en tàrtar vol dir "muntanya groga".
Durant la segona guerra mundial va ser un punt de subministrament militar a Stalingrad.
Fins a la fi de la Unió Soviètica va ser una ciutat tancada perquè era la seu d'una important indústria aeronàutica militar, amb un pes estratègic destacat.
Durant la invasió alemanya de la Segona Guerra Mundial, la meitat dels alemanys ètnics que hi residien van ser deportats a Sibèria i Kazakhstan. La gran majoria ja no va tornar.

## Clima
Saràtov té un clima continental moderat amb estius secs i càlids amb abundància de dies assolellats. El mes més càlid és el juliol, amb temperatures mitjanes diàries d'uns +23 °C, i el més fred és el febrer, amb −8 °C de mitjana. A l'hivern hi predomina la neu i el glaç.

## Fills il·lustres
- Víktor Paskhàlov (1841-1885), compositor musical
- Raḥel Bluvstein (1890-1931), poetessa jueva
- Nikolai Semiónov (1896 - 1986) físic i químic, Premi Nobel de Química de l'any 1956
- Iuri Símonov (1941) director d'orquestra
- Ievgueni Tomaixevski (1987) Gran Mestre d'escacs
- Alexander Weinstein (1897-1979), matemàtic